# Абди Шакур Шейх Хасан
Абди Шакур Шейх Хасан (сомал. Cabdishakuur Sheekh Xasan Faarax, араб. عبدي الشكور الشيخ حسن‎; ум. 10 июня 2011) — министр внутренних дел Сомали, состоявший в «переходном федеральном правительстве». Погиб в результате взрыва в своей резиденции в Могадишо.

## Биография
12 ноября 2010 года Абди Шакур был назначен министром внутренних дел и безопасности Сомали новым премьер-министром страны.

## Смерть
В 2011 году, в то время, как Министр проводил в своей резиденции совещание с сотрудниками, его племянница, нередко посещавшая резиденцию, уже не вызывала подозрений у охранников, прошла в здание непроверенной, после чего она устроила взрыв, в результате которого, были ранены несколько человек, а сам министр скончался при попытке транспортировать его в одну из больниц Кении. О том, что это был теракт, в своих показаниях, сообщил водитель министра Ахмед Мохамед
На следующий день радикальная группировка «Аль-Шабаб» взяла на себя ответственность за убийство министра. В заявлении «Аль-Шаабаб» говорится, что Абди Шакур Шейх Хасан «был препятствием для вооружённой группировки, которая прилагает усилия свергнуть действующее правительство Сомали».

### Заявления представителей разных стран и организаций.
Представитель АМИСОМ Падди Анкунда заявил, — «Мы осуждаем этот варварский акт в самой жёсткой форме».

### Последствия
В связи с убийством главы МВД и заявлением боевиков 11 июня контингент миротворцев Африканского союза АМИСОМ в Сомали был приведён в состояние боевой готовности. Силы АМИСОМ приведены в готовность после того, как лояльная «Аль-Каиде» группировка боевиков «Аль-Шабаб» заявила о намерении осуществлять «дерзкие нападения на территории страны против своих противников», пояснил представитель АМИСОМ.